# Église Saint-Martial de Saint-Martial-de-Mirambeau
L'église Saint-Martial est une église située à Saint-Martial-de-Mirambeau, dans le département français de la Charente-Maritime en région Nouvelle-Aquitaine.

## Historique
L'église est inscrite au titre des monuments historiques par arrêté du 23 juillet 2003.

## Galerie

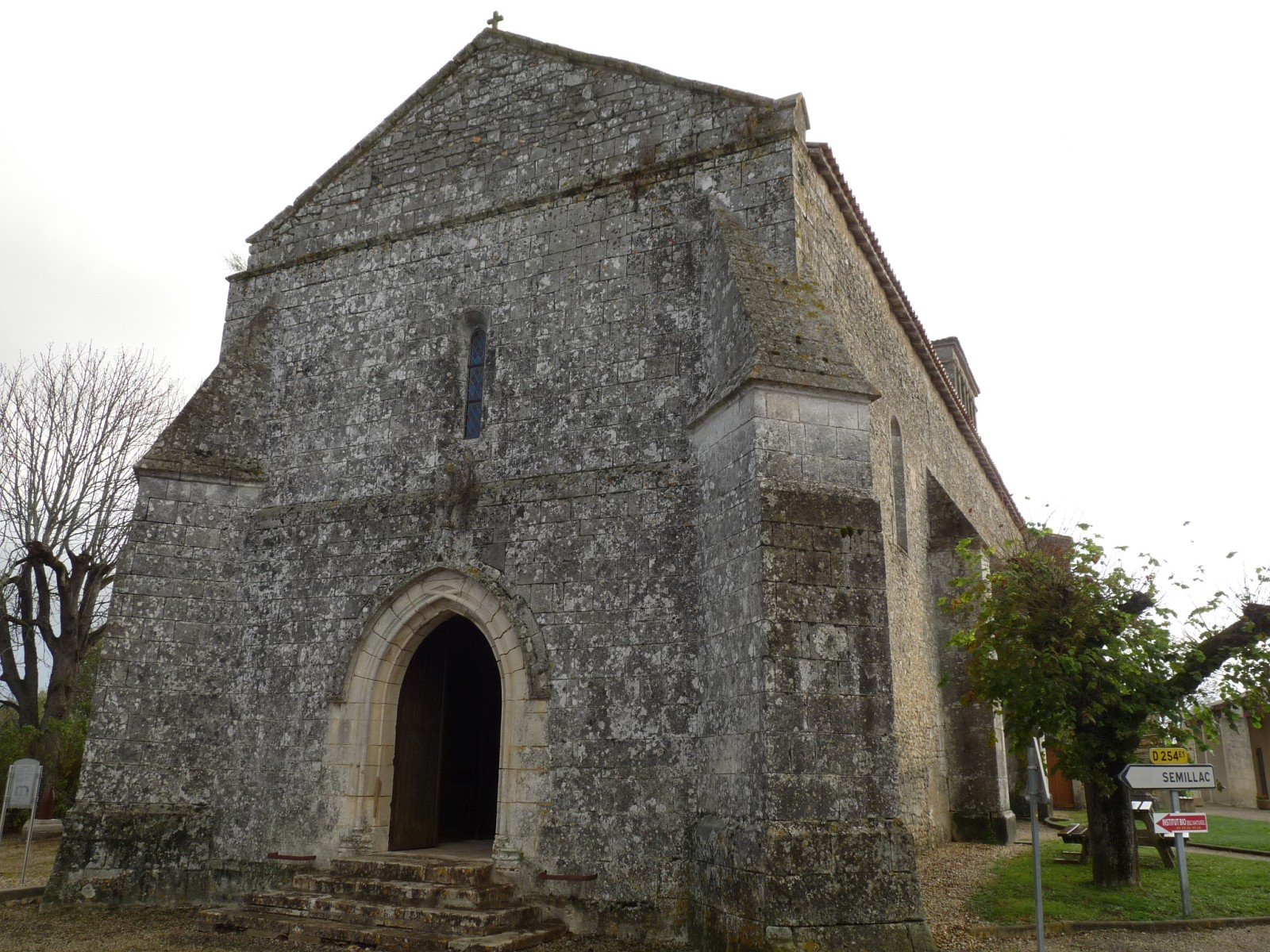
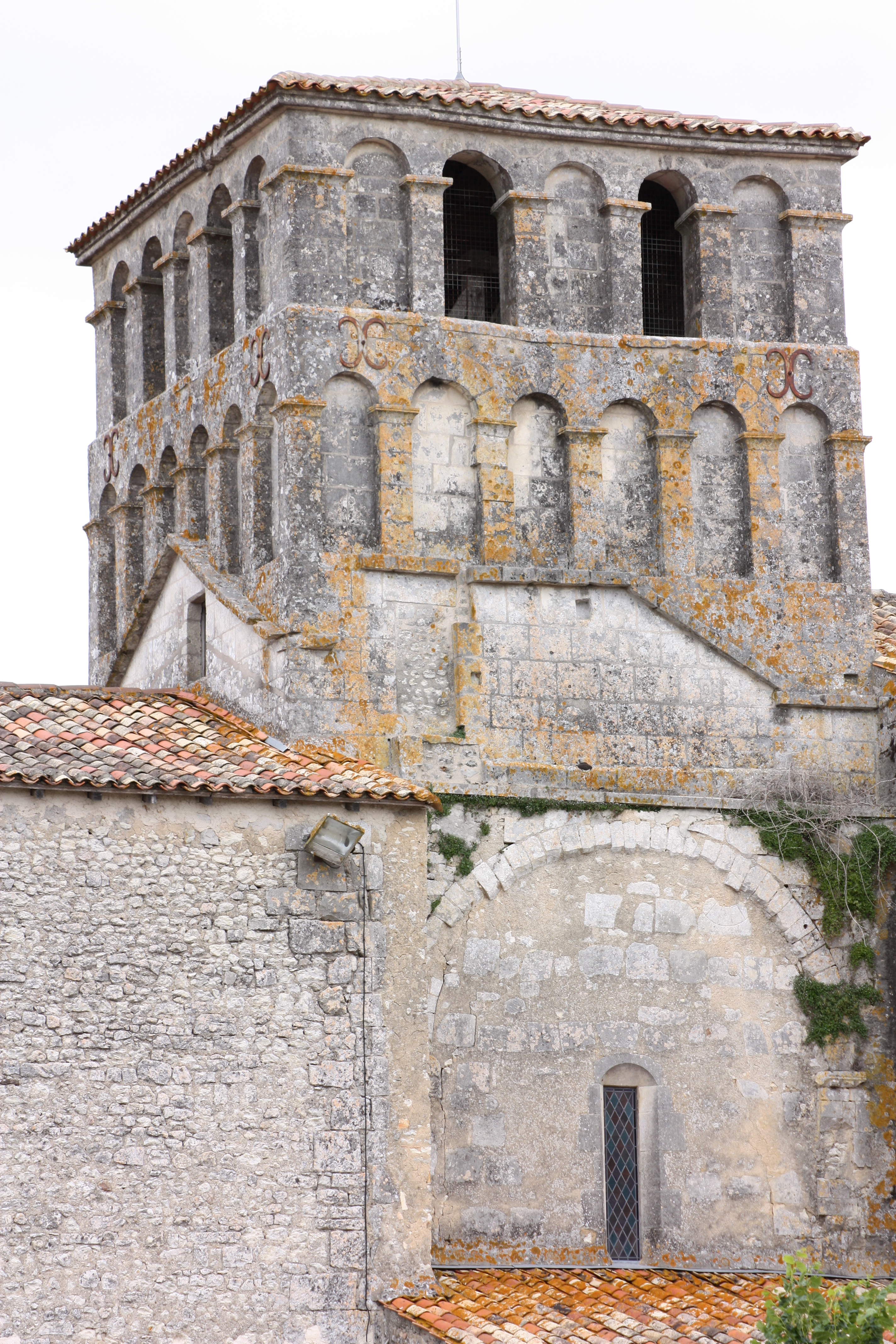
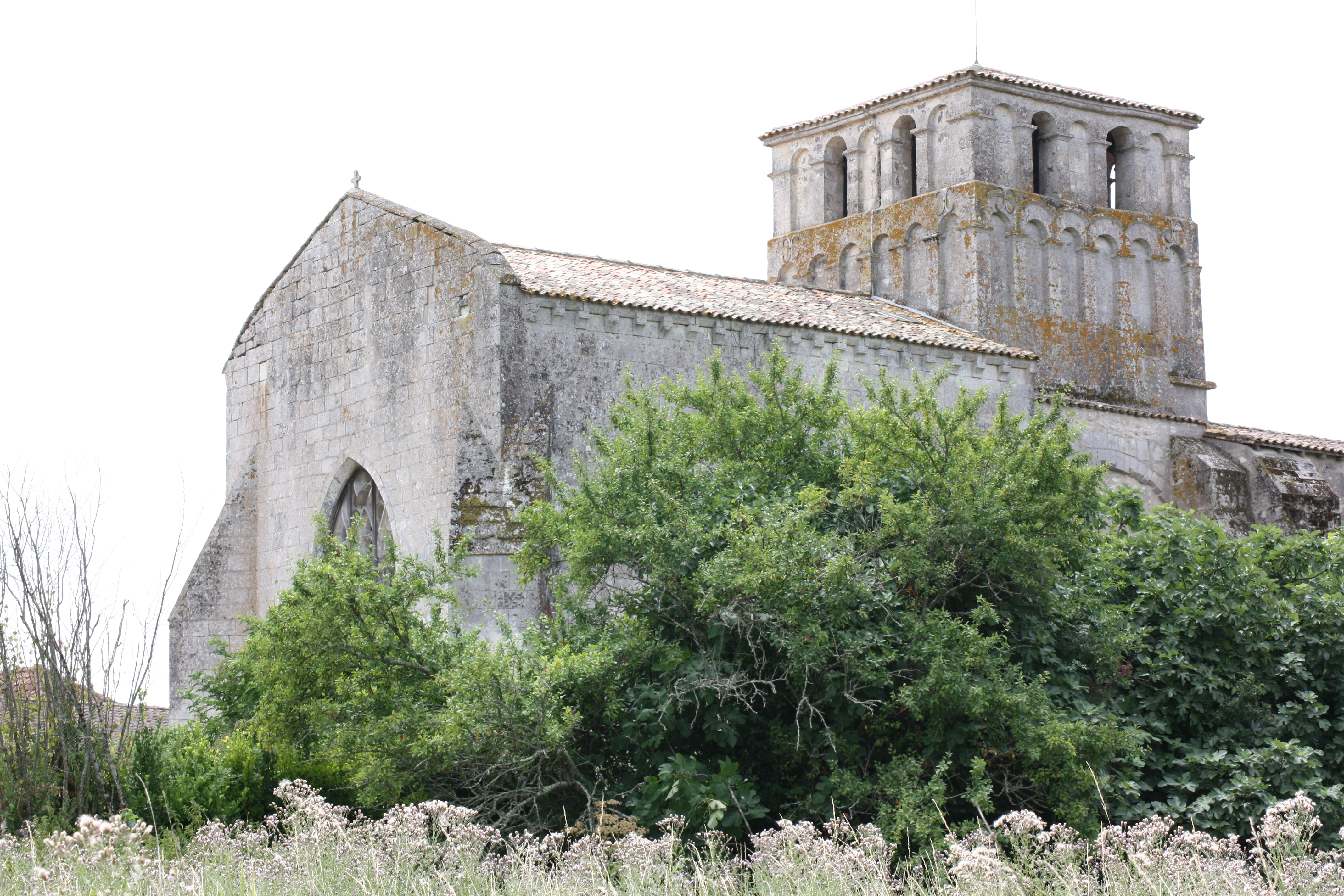
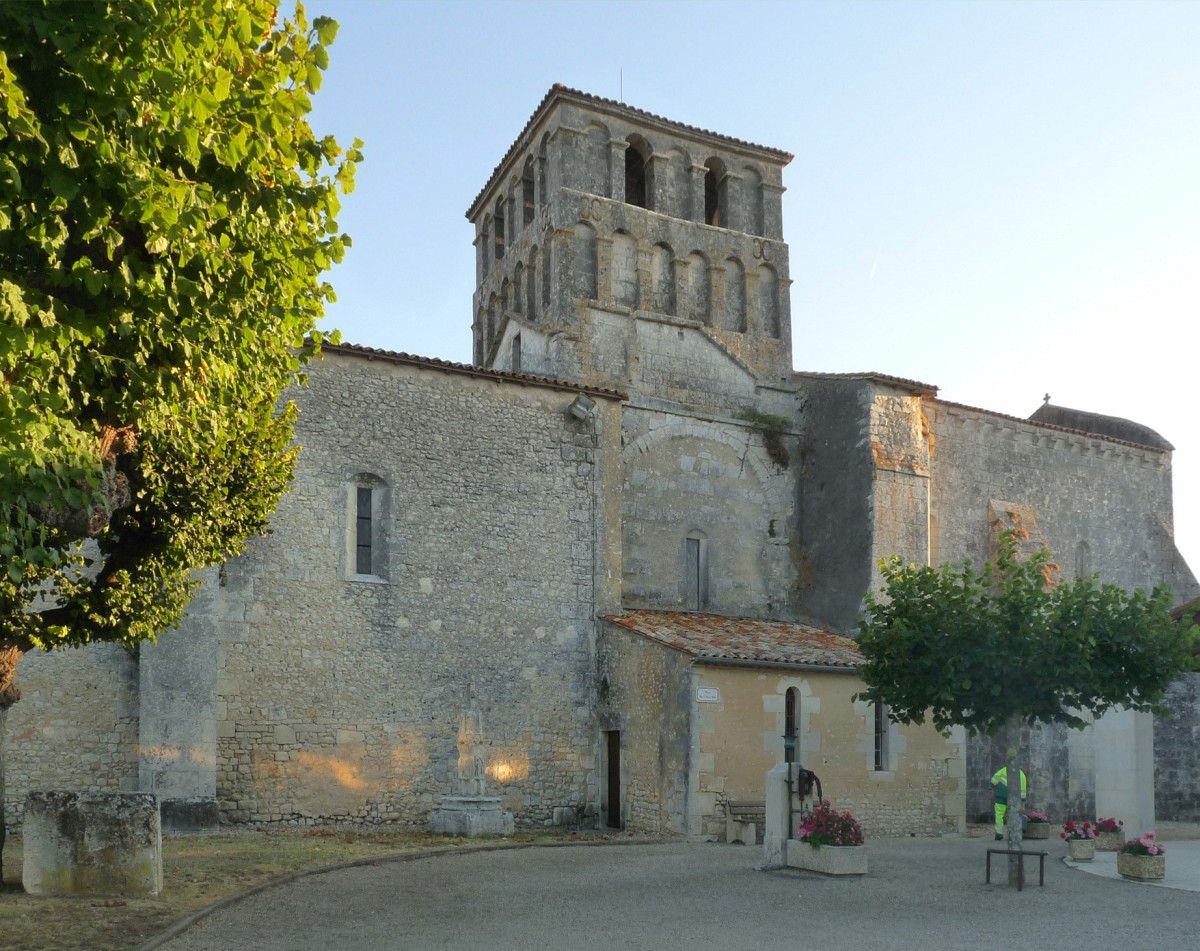
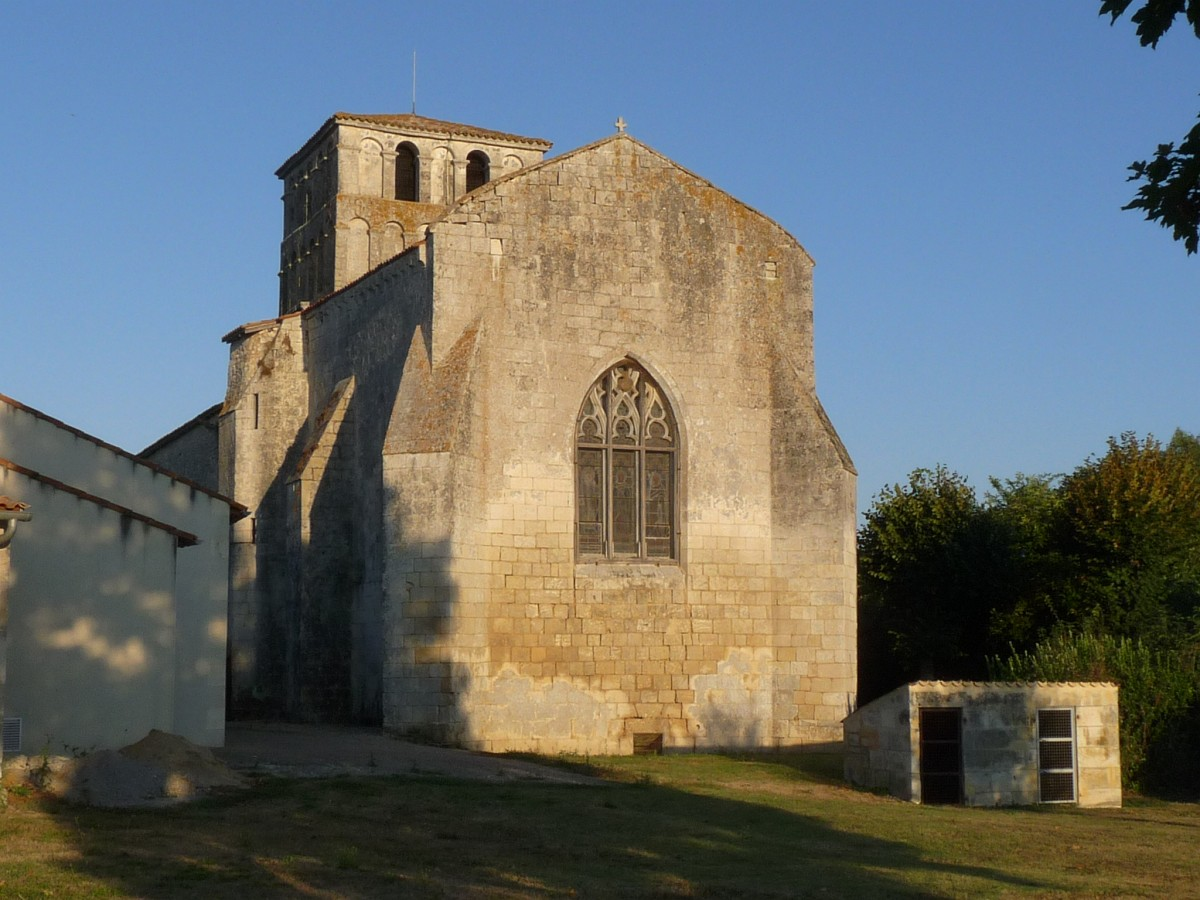
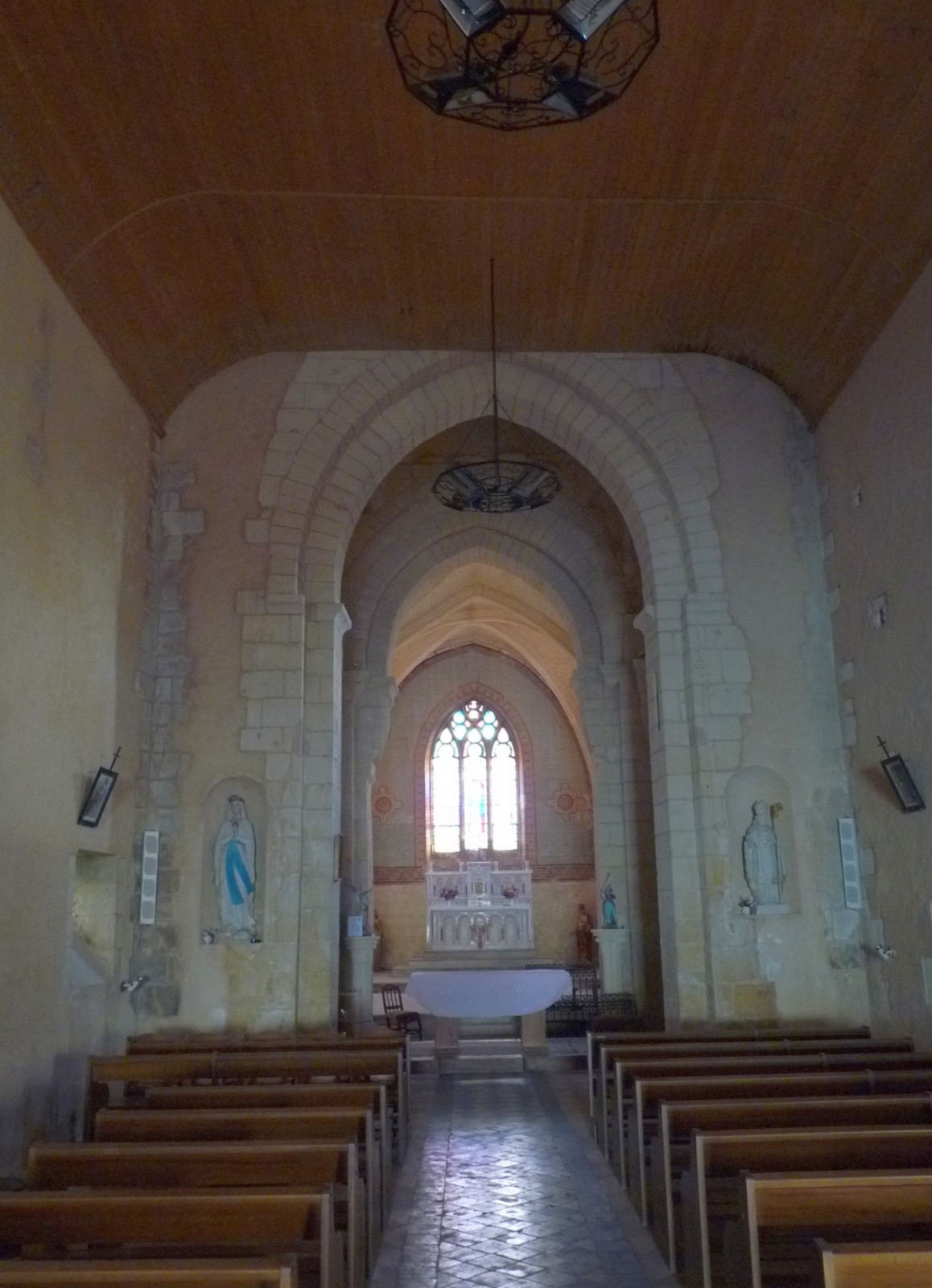
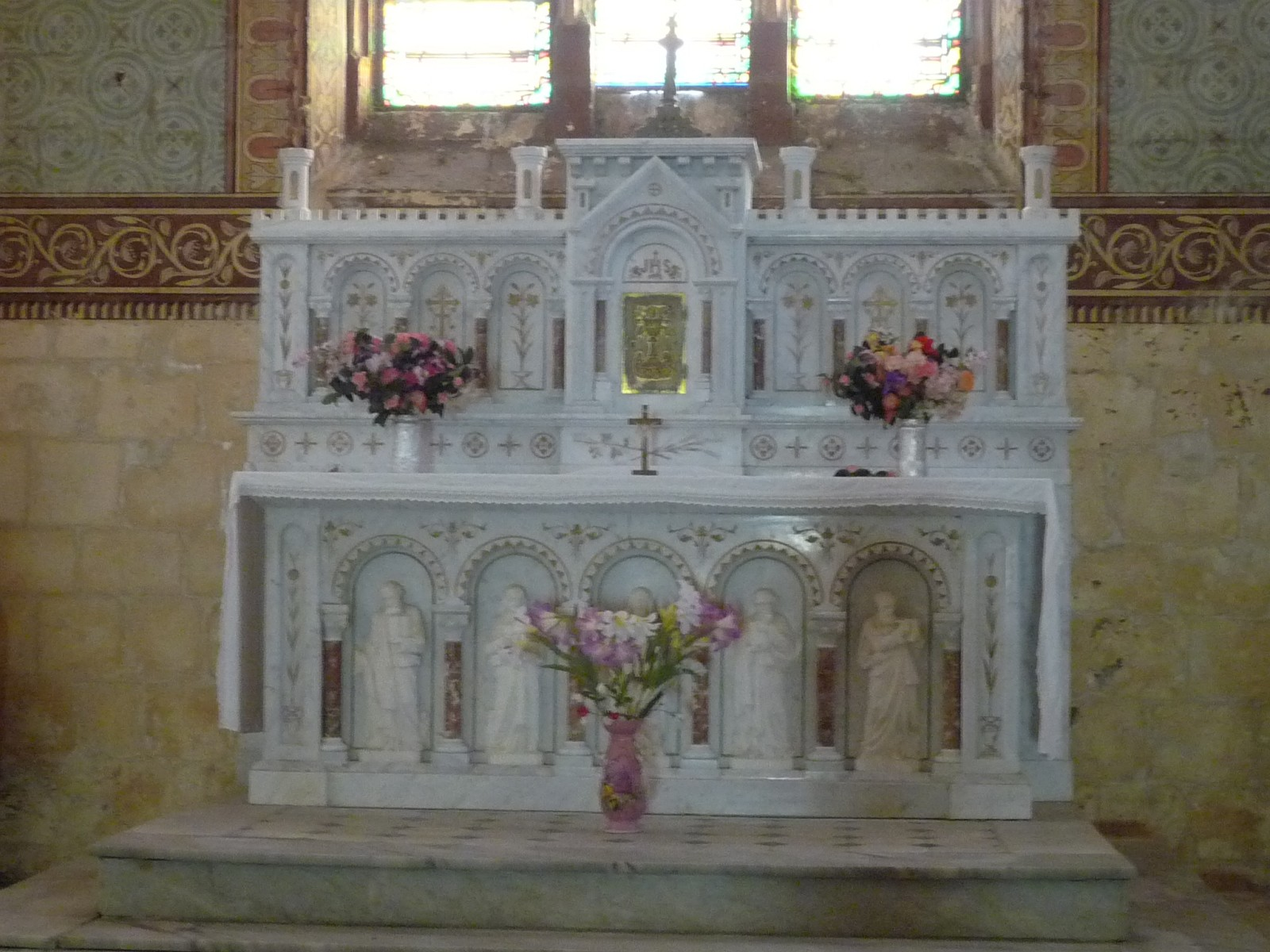
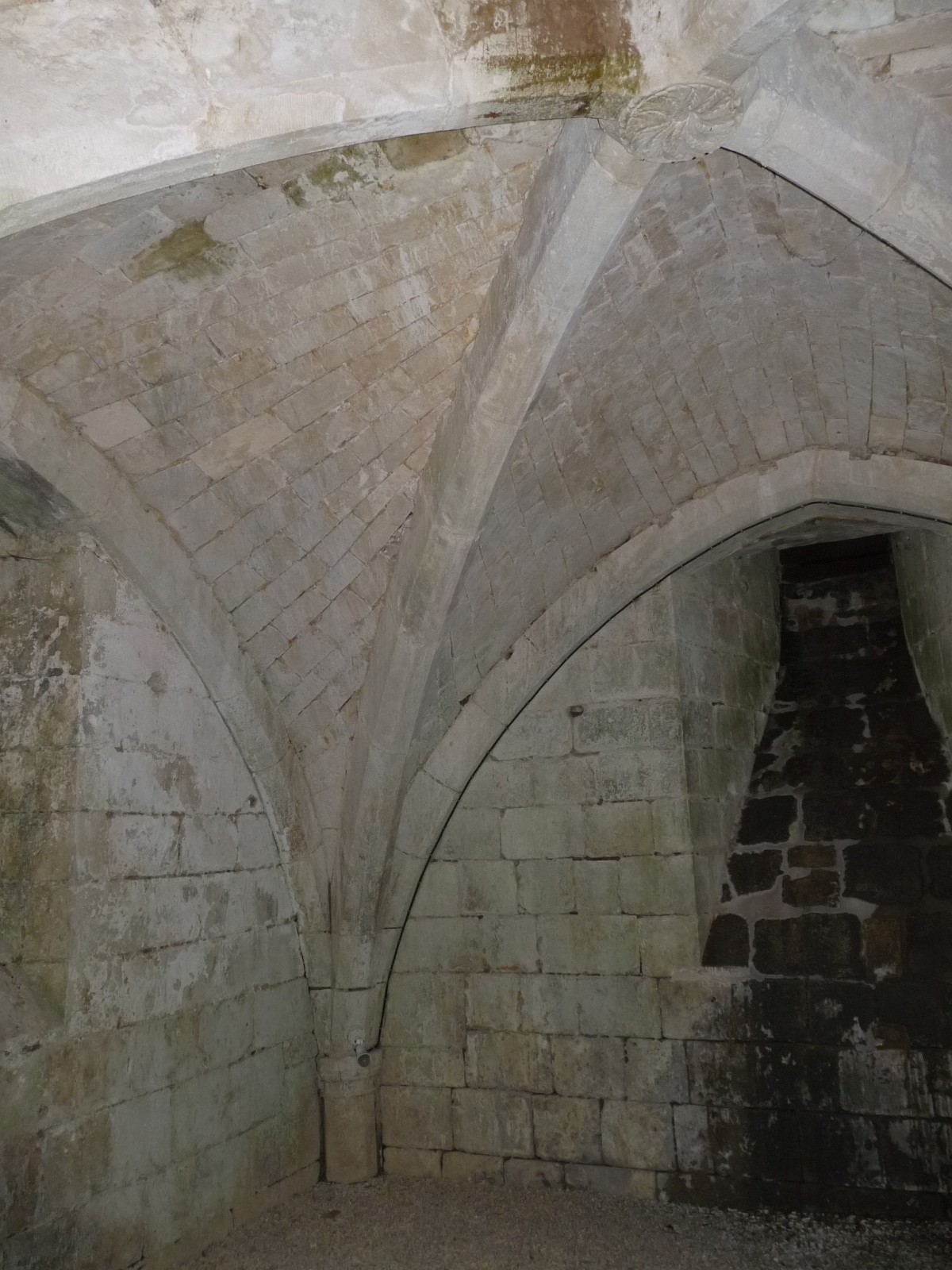
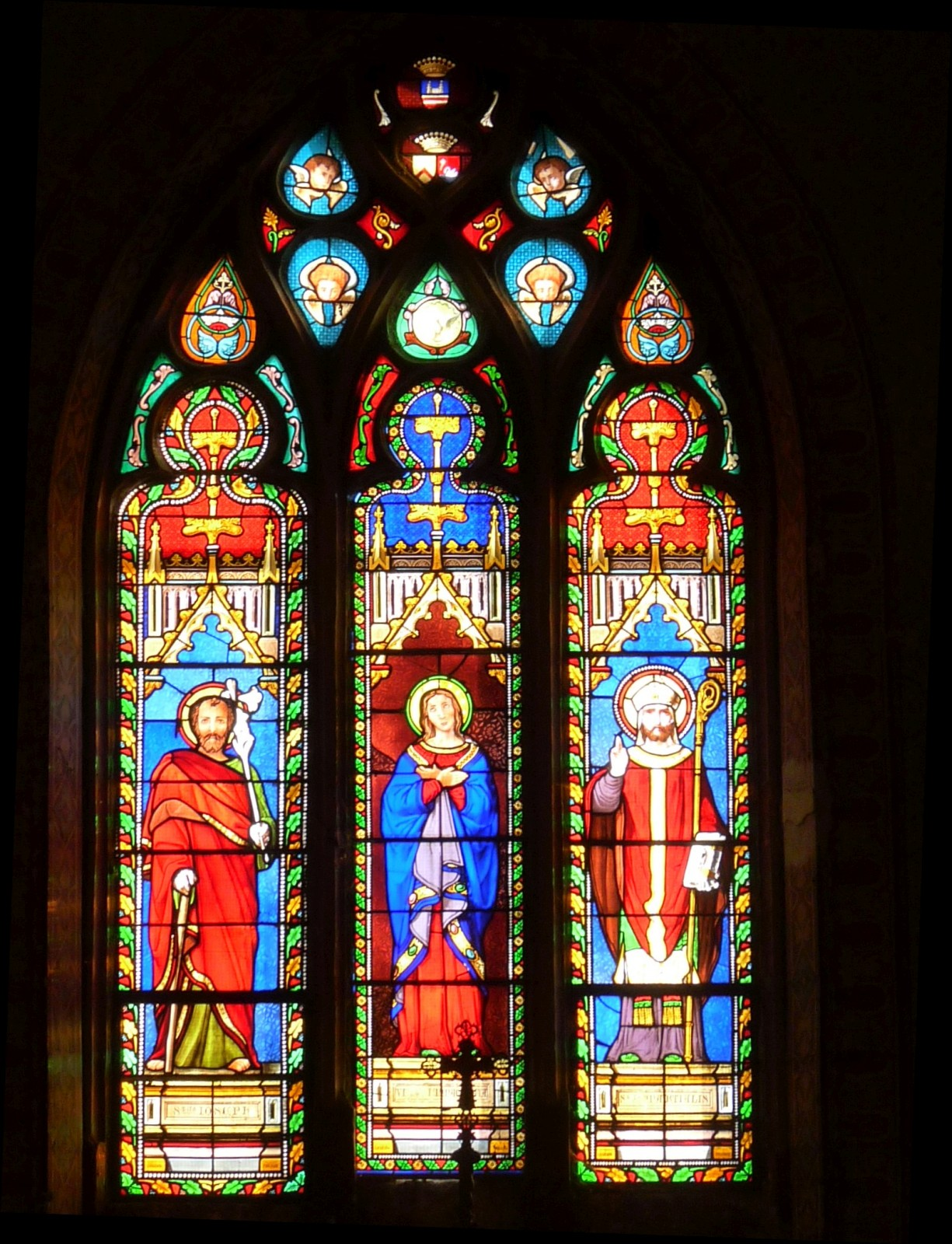
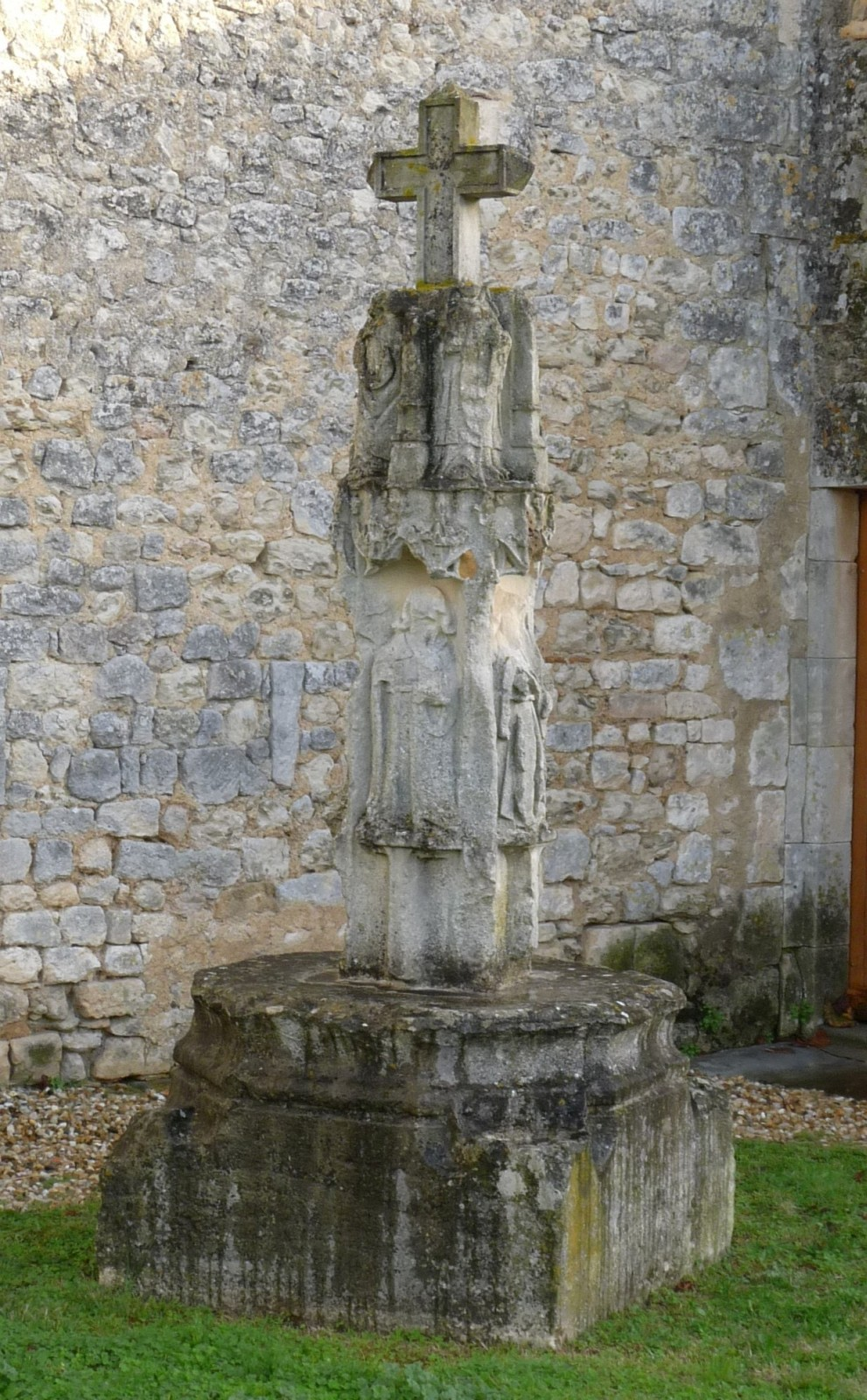